# Sumbiarhólmur
A Sumbiarhólmur egy holm Feröeren, Suðuroy nyugati partjainál.

## Földrajz
A szigetecske Suðuroy nyugati partja előtt, Sumba településsel szemközt fekszik. Területe mindössze 7 hektár.

## Gazdaság
A sumbaiak nyaranta kosokat tartanak a szigeten, általában 7-8 állatot.